# إدوارد كرامر تومسون
إدوارد كرامر تومسون (بالإنجليزية: Edward Kramer Thompson)‏ هو كاتب أمريكي، ولد في 15 يناير 1907 في سانت توماس في الولايات المتحدة، وتوفي في 8 أكتوبر 1996.